# Вілкі Коллінз
Вільям Вілкі Коллінз (англ. William Wilkie Collins, 8 січня 1824 – 23 вересня 1889) — англійський письменник і драматург, популярний у Вікторіанську епоху, автор 30 романів, понад 60 оповідань, 14 п'єс. Серед найвідоміших творів Коллінза романи «Жінка в білому», «Місячний камінь». Коллінза часто називають одним із зачинателів детективного жанру в літературі.
Також Коллінз був одним із найближчих друзів Чарлза Дікенса, кілька його романів побачили світ у журналах, які видавав Дікенс. Вони разом працювали над низкою творів, і деякі з п'єс Коллінза були поставлені драматичною трупою Дікенса.

## Біографія
Вільям Вілкі Коллінз був сином відомого художника-пейзажиста Вільяма Коллінза. У віці 17 років він покинув школу, щоб стати учнем у бізнесі, пов'язаному з торгівлею чаєм. Він продовжив писати свій перший роман «Йолані» (не опублікований до 1999 року). П'ять років по тому він вступив до Лінкольн-Інну, щоб вивчати право; він отримав кваліфікацію адвоката в 1851 році. Після смерті батька в 1847 році Коллінз опублікував свою книгу «Спогади і життя Вільяма Коллінза», виконуючи батьківську волю, і почав кар'єру художника, взявши участь у літній виставці Королівської академії 1849 року. Але по-справжньому його письменницька кар'єра розпочалася після публікації роману «Антоніна» у 1850 році.
У 1851 році спільний друг, Огастус Егг, познайомив Коллінза з Чарльзом Дікенсом. Почалася довга дружба і співпраця; кілька романів Коллінза були опубліковані у вигляді серій у щотижневику Дікенса «Цілий рік» (англ. All the Year Round). Згодом Дікенс сам публікував і редагував романи Коллінза.
Коллінз страждав на подагру і приохотився до опіуму (у формі лаудануму), який приймав для полегшення болю. Це призвело до нападів параної, коли він був переконаний, що його переслідує доппельґенґер (його примарний двійник). Його роман «Місячний камінь» описує наслідки опіумної залежності. Пізніше Коллінз зізнався, що в той час він був настільки залежний від лаудануму, що не пам'ятав, як писав більшу частину роману.
Коллінз ніколи не одружувався, але жив з майже злиденною 25-річною самотньою матір'ю (місіс Керолайн Грейвс) та її донькою з 1858 року.
Він також мав трьох дітей від іншої жінки, Марти Радд, з якою познайомився після розлучення з місіс Грейвс у 1868 році. Вона, однак, повернулася до Коллінза після дворічної розлуки, і вони продовжували свої стосунки до самої смерті автора в 1889 році в його будинку в Мерілебоні, на вулиці Вімпол-стріт, № 82.
Коллінз похований на кладовищі Кенсал Грін у Лондоні. Епітафія ідентифікує його як автора «Жінки в білому».

## Українські переклади
- Місячний камінь. Перекладачі Володимир Коробко та Леонід Суярко (1957);
- Жінка у білому. Перекладач Олександр Мокровольський (1989).

### Публікації перекладів
- Коллінз Уілкі. Місячний камінь / пер. В. Коробка та Л. Суярка; худ. оформл. О. Губова — К. : Держлітвидав України, 1957 — 504 с. Накл. 65000 пр.;
- Коллінз Уїлкі. Твори в двох томах / передм. І. Києнко; худ. А. Хмара — К. : Дніпро, 1989 — Накл. 400000 пр. ISBN 5-308-00474-9:
  - Т. 1 : Жінка в білому : Роман / перекл. з англ. О. Мокровольського — 586 с. ; іл.  ISBN 5-308-00472-2;
  - Т.2 : Місячний камінь / пер. з англ. В. Коробка та Л. Суярка — 464 с.; іл. ISBN 5-308-00473-0
- Коллінз Уїлкі. Місячний камінь / пер. В. Коробка та Л. Суярка — К. : Дніпро, 1993 - 462 с.  (Серія «Фантастика Пригоди Детектив»). Накл. 100000 пр. ISBN 5-308-01553-8;
- Коллінз Уїлкі. Жінка у білому : Роман / перекл. з англ. О. Мокровольського;  худ. Н. Клочкова — К. : Країна Мрій — КМ-Букс, 2016 — 672 с.; іл. ( серія «Улюблені книжки»). ISBN 978-617-7409-05-1;
- Коллінз Вілкі. Жінка у білому : Роман / перекл. з англ. О. Мокровольського — Харків : Фоліо, 2023 — 685 с. (серія «Світова класика»). ISBN 978-617-551-133-6;
- Коллінз Вілкі. Місячний камінь / пер. В. Коробка та Л. Суярка — Харків : Фоліо, 2023 — 576 с. (серія «Світова класика»). ISBN 978-617-551-065-0.